# Smírčí kámen ve Šlapanicích
Smírčí kámen stojí v parčíku na křižovatce ulic Brněnské a Čechovy ve městě Šlapanice v okrese Brno-venkov. Je kulturní památkou ČR.

## Historie
Ve 13. století byly Šlapanice dosti bohatou osadou, což zapříčinily cesty vedoucí okolím a pozdější udělení městských práv a privilegií (právo tržní, soudní a hrdelní). Stalo se tak ale až v roce 1531, kdy jim císař Ferdinand I. Habsburský udělil status městečka, právo týdenního trhu a jarmarku a udělil šlapanickým pečeť. Smírčí kámen údajně označuje místo, kde bylo vykonáváno šlapanické hrdelní právo (středověké popraviště). Smírčí kámen je datován do 16. až 17. století.

## Popis
Obdélníkový plochý kámen o rozměrech 1,07 × 0,66 × 0,15 m má horní část šikmo skosenou a zaoblené hrany. Na přední straně je vytesán reliéf latinského kříže.